# Teorema de Riemann (series)
En matemáticas, el Teorema de Riemann sobre la reordenación de series convergentes, llamado así en honor al matemático alemán Riemann, dice que si una serie infinita de números reales es condicionalmente convergente, entonces sus términos pueden ser permutados de modo que la nueva serie converja a un número real arbitrario, o diverja.
La serie 1 – 1 + 1/2 – 1/2 + 1/3 – 1/3 + ... , por ejemplo, converge a 0, pero si se toma la serie en valor absoluto, es decir, reemplazando cada término con su valor absoluto, se obtiene la serie 1 + 1 + 1/2 + 1/2 + 1/3 + 1/3 + ... , que diverge. Por ello la serie original es condicionalmente convergente, y puede ser reordenada para dar una serie que converge a una suma diferente, como por ejemplo: 1 + 1/2 – 1 + 1/3 + 1/4 – 1/2 + ... = ln 2. En general, utilizando este procedimiento con p positivos seguido por q negativos da la suma ln(p/q). Otras reordenaciones pueden sumar un número real distinto, o infinito.

## Definiciones
Una serie  {\textstyle \sum _{n=1}^{\infty }a_{n}} converge si existe un valor {\displaystyle \ell } tal que la sucesión de sumas parciales de dicha serie converge a {\displaystyle \ell }
{\displaystyle \lim _{k\to \infty }\sum _{n=1}^{k}a_{n}=\lim _{k\to \infty }S_{k}=\ell }
esto significa que para cualquier {\displaystyle \varepsilon >0} existe un entero {\displaystyle n_{o}} tal que si {\displaystyle n\geq n_{o}} entonces {\displaystyle |S_{k}-\ell |\leq \varepsilon }
Una serie converge condicionalmente si la serie {\textstyle \sum _{n=1}^{\infty }a_{n}} es convergente pero {\textstyle \sum _{n=1}^{\infty }|a_{n}|} diverge.
Una permutación es una biyección dentro del conjunto de los números naturales, es decir, de naturales en naturales. Dada una permutación {\displaystyle \sigma }, para cualquier número natural {\displaystyle b} existe un único {\displaystyle a} natural tal que {\displaystyle \sigma (a)=b} , y por la inyectividad de la permutación si {\displaystyle x\not =y} entonces {\displaystyle \sigma (x)\not =\sigma (y)}.

## Teorema
Sea {\displaystyle \{a_{n}\}} una sucesión de números reales,  {\textstyle \sum _{n=1}^{\infty }a_{n}} una serie condicionalmente convergente, y {\displaystyle M} un número real dado. Existe una permutación {\displaystyle \sigma } tal que
{\displaystyle \sum _{n=1}^{\infty }a_{\sigma (n)}=M}.
También existe una permutación {\displaystyle \omega } que cumple
{\displaystyle \sum _{n=1}^{\infty }a_{\omega (n)}=\infty .}
En otras palabras, los términos de la suma pueden reordenarse para que esta converja a cualquier número real o diverja.

## Demostración

#### Conceptos previos
Primeramente expondremos algunos conceptos que serán útiles para la posterior demostración. 
Si {\textstyle \sum _{n=1}^{\infty }a_{n}} es una serie condicionalmente convergente, entonces la serie contiene infinitos términos positivos e infinitos términos negativos. Esto es cierto pues cualquiera de las otras opciones no verifica la convergencia condicional:
- Si solo hubiese términos positivos, {\textstyle \sum _{n=1}^{\infty }a_{n}} sería igual a {\textstyle \sum _{n=1}^{\infty }|a_{n}|} y entonces se trataría de una serie absolutamente convergente.
- Si solo hubiese términos negativos, entonces {\textstyle \sum _{n=1}^{\infty }a_{n}=-\sum _{n=1}^{\infty }|a_{n}|} y por tanto es de nuevo absolutamente convergente.
- Si hubiese infinitos términos positivos y sólo una cantidad finita de términos negativos (o viceversa) el peso de estos términos negativos (o de los positivos) sería despreciable en la suma total, es decir, la suma de los negativos (o negativos) se cancelaría con la suma de una cantidad finita de positivos, y dado que todavía habría infinitos positivos (o negativos) la serie sin valor absoluto sería divergente.

De esta forma, la serie original {\textstyle \sum _{n=1}^{\infty }a_{n}} puede ser expresada como suma de: una serie en la cual los términos negativos han sigo sustituidos por 0, que denotaremos por {\textstyle \sum _{n=1}^{\infty }p_{n}}, y otra serie que hace lo propio con los positivos, {\textstyle \sum _{n=1}^{\infty }q_{n}}.  Estas dos series son necesariamente divergentes puesto que, como antes, ninguna de las otras opciones es posible:
- Si ambas convergen se tiene que {\textstyle \sum _{n=1}^{\infty }p_{n}-\sum _{n=1}^{\infty }q_{n}=\sum _{n=1}^{\infty }|a_{n}|}, que, por tanto, sería convergente,[1][2] lo cual es una contradicción porque suponemos que la serie original diverge en valor absoluto.
- Si suponemos que {\textstyle \sum _{n=1}^{\infty }p_{n}} converge y {\textstyle \sum _{n=1}^{\infty }q_{n}}  diverge se llega a contradicción pues {\textstyle \sum _{n=1}^{\infty }a_{n}-\sum _{n=1}^{\infty }p_{n}=\sum _{n=1}^{\infty }q_{n}}y por tanto, como suma de dos series convergentes, {\textstyle \sum _{n=1}^{\infty }q_{n}}también lo sería. La demostración en el caso que queda es análoga.

### Existencia de una reordenación que converge a un número real M
Demostraremos a continuación cómo puede obtenerse una permutación {\displaystyle \sigma } tal que {\textstyle \sum _{n=1}^{\infty }a_{\sigma (n)}=M} con {\displaystyle M\geq 0}. La demostración para un número real negativo es análoga intercambiando los papeles de las series de términos positivos y negativos.
Consideramos la anterior serie {\textstyle \sum _{n=1}^{\infty }p_{n}} y tomamos {\textstyle m_{1}} como el primer natural tal que {\textstyle \sum _{n=1}^{m_{1}}p_{n}>M}; esto es posible ya que antes hemos expuesto que esta era una serie divergente. Se tiene entonces (usando que es el primer natural que lo cumple) que
{\displaystyle \sum _{n=1}^{m_{1}}p_{n}-M<\sum _{n=1}^{m_{1}}p_{n}-\sum _{n=1}^{m_{1}-1}p_{n}=p_{m_{1}},}
es decir, la diferencia entre la suma hasta {\textstyle m_{1}} y {\displaystyle M} es menor que el último positivo que se ha sumado, {\displaystyle p_{m_{1}}}. Consideramos ahora la serie de términos negativos {\textstyle \sum _{n=1}^{\infty }q_{n}} y tomamos {\displaystyle n_{1}}el primer natural tal que {\textstyle \sum _{n=1}^{m_{1}}p_{n}+\sum _{n=1}^{n_{1}}q_{n}<M}, es decir, sumamos los primeros {\displaystyle n_{1}} términos negativos hasta que pasemos {\displaystyle M} por la izquierda en la recta real. Del mismo modo que antes tendremos que:
{\displaystyle M-\left(\sum _{n=1}^{m_{1}}p_{n}+\sum _{n=1}^{n_{1}}q_{n}\right)<|q_{n_{1}}|,}
la distancia entre {\displaystyle M} y la suma de esas sumas parciales es menos que el valor absoluto del último término negativo que hemos sumado. El siguiente paso sería coger {\textstyle m_{2}:} tal que {\displaystyle \sum _{n=1}^{m_{1}}p_{n}+\sum _{n=1}^{n_{1}}q_{n}+\sum _{n=m_{1}+1}^{m_{2}}p_{n}>M}
y de nuevo el último término positivo que hemos añadido, {\displaystyle p_{m_{2}}}, será mayor que la diferencia entre esa suma de sumas parciales y {\displaystyle M}.  Repitiendo el proceso sucesivamente se obtendrá una reodenación de términos que converge a {\displaystyle M} tal que 
{\displaystyle \sum _{n=1}^{\infty }a_{\sigma (n)}=p_{1}+\dotsc +p_{m_{1}}+q_{1}+\dotsc +q_{n_{1}}+p_{m_{1}+1}+\dotsc +p_{m_{2}}+q_{n_{2}}+\dots }
Obsérvese que, tal y como los hemos elegido, para cada uno de los {\displaystyle p_{m_{i}},q_{n_{i}}(i\in \mathbb {N} )} se cumple que 
{\textstyle 0\leq {\bigg |}M-\sum _{n=1}^{m_{i}}a_{\sigma (n)}{\bigg |}<p_{m_{i}}}     o bien
{\textstyle 0\leq {\bigg |}M-\sum _{n=1}^{n_{i}}a_{\sigma (n)}{\bigg |}<|q_{n_{i}}|}.
Pero dado que la serie original {\textstyle \sum _{n=1}^{\infty }a_{n}} es convergente, entonces {\displaystyle \lim _{n\to \infty }a_{n}=0} y, en consecuencia, si la sucesión {\displaystyle a_{n}} es convergente entonces cualquier subsucesión suya también lo es, y en particular las sucesiones de los {\displaystyle p_{m_{i}},q_{n_{i}}(i\in \mathbb {N} )}. Por tanto {\displaystyle \lim _{i\to \infty }p_{m_{i}}=\lim _{i\to \infty }q_{n_{i}}=0} y de esta forma, por el criterio del  sándwich, se tiene que {\displaystyle \sum _{n=1}^{\infty }a_{\sigma (n)}=M}. {\displaystyle \quad \square }

### Existencia de una reordenación que diverge
A continuación se construye una permutación de forma que la serie diverge a {\displaystyle +\infty }; para el caso opuesto ({\displaystyle -\infty }) la demostración es análoga.
Sea {\textstyle \sum _{n=1}^{\infty }a_{n}} una serie condicionalmente convergente y {\textstyle \sum _{n=1}^{\infty }p_{n}} y {\textstyle \sum _{n=1}^{\infty }q_{n}} las series con únicamente los términos positivos y negativos respectivamente de la serie original, como se han utilizado en el caso anterior. Sabemos, como antes, que divergen.
Tomaremos {\textstyle m_{1}}el primer natural tal que {\textstyle \sum _{n=1}^{m_{1}}p_{n}>1}. Escogemos ahora {\textstyle m_{2}} el primer natural que verifica que {\textstyle \sum _{n=1}^{m_{1}}p_{n}+q_{1}+\sum _{n=m_{1}+1}^{m_{2}}p_{n}>2}. Si se continúa de esta forma, la reordenación obtenida diverge:
{\displaystyle \sum _{n=1}^{\infty }a_{\sigma (n)}=p_{1}+\dotsc +p_{m_{1}}+q_{1}+p_{m_{1}+1}+\dotsc +p_{m_{2}}+q_{2}+\dots =+\infty \quad \square }

## Ejemplo: serie armónica
La serie armónica alternada es un ejemplo clásico de una serie condicionalmente convergente. La serie
{\textstyle \sum _{n=1}^{\infty }{\frac {(-1)^{n+1}}{n}}}
es convergente, mientras que, por el contrario, la serie con valor absoluto
{\textstyle \sum _{n=1}^{\infty }{\bigg |}{\frac {(-1)^{n+1}}{n}}{\bigg |}=\sum _{n=1}^{\infty }{\frac {1}{n}}}
es la serie armónica normal y por tanto divergente. 
De acuerdo al teorema, aunque la serie armónica alternada usual es
{\textstyle \sum _{n=1}^{\infty }{\frac {(-1)^{n+1}}{n}}=1-{\frac {1}{2}}+{\frac {1}{3}}-{\frac {1}{4}}+...=\ln(2)}
(valor que se obtiene usando la serie de Taylor del logaritmo) los términos de la serie pueden reordenarse para obtener, por ejemplo, la mitad de la suma:
{\textstyle 1-{\frac {1}{2}}-{\frac {1}{4}}+{\frac {1}{3}}-{\frac {1}{6}}-{\frac {1}{8}}+{\frac {1}{5}}-{\frac {1}{10}}-{\frac {1}{12}}+\cdots }
Ponemos un término positivo y dos negativos a continuación, y así sucesivamente. Vemos que sumando adecuadamente podemos escribir lo mismo de forma que los denominadores sean todos pares: Los dos primeros términos suman 1/2, y el siguiente es -1/4. Los dos siguientes suman 1/6, y el siguiente es -1/8. El tercer grupo suma 1/5 - 1/10 = 1/10,  y el siguiente término es -1/12. En general se cumple que los dos términos anteriores al inverso de un múltiplo de cuatro suman el inverso del par (no múltiplo de cuatro) anterior:
{\textstyle {\frac {1}{2k-1}}-{\frac {1}{2(2k-1)}}={\frac {1}{2(2k-1)}}}
de forma que la serie quedará reescrita de la siguiente forma:
{\textstyle {\frac {1}{2}}-{\frac {1}{4}}+{\frac {1}{6}}-{\frac {1}{8}}+{\frac {1}{10}}+\cdots +{\frac {1}{2(2k-1)}}-{\frac {1}{2(2k)}}+\cdots }
Así pues, sacando 1/2 de factor común y usando la suma de la serie en su ordenación habitual, con esta ordenación, la serie suma la mitad:
{\textstyle ={\frac {1}{2}}\left(1-{\frac {1}{2}}+{\frac {1}{3}}-\cdots \right)={\frac {1}{2}}\ln(2)}